# Кирилловка (Подольский район)
Кирилловка (укр. Кирилівка) — село, относится к Подольскому району Одесской области Украины.
Население по переписи 2001 года составляло 8 человек. Почтовый индекс — 66355. Телефонный код — 4862. Занимает площадь 0,14 км². Код КОАТУУ — 5122987406.

## Местный совет
66355, Одесская обл., Подольский р-н, с. Ставки